# Димитър Димитров (агроном)
Вижте пояснителната страница за други личности с името Димитър Димитров.
Димитър Георгиев Димитров е български агроном, изобретател и старши научен сътрудник по тютюна.

## Биография
Роден е на 15 декември 1909 година в демирхисарското село Долни Порой, тогава в Османската империя, днес в Гърция. Завършва основно и гимназиално образование в Горна Джумая. Започва да следва агрономство в 1930 година в Агрономо-лесовъдния факултет на Софийския университет, който завършва в 1934 година. В следващата 1935 година изкарва едногодишния си стаж в Горна Джумая, Банско и Неврокоп. Назначен е за агроном-специалист в 1938 година в Златоград, откъдето е преместен в Смолян. По-късно Димитров става учител в училището по тютюна в тогавашното село Рила. След това е специалист (научен сътрудник) по тютюна в Централния земеделски научноизследователски институт в София, директор на училището по тютюна в Дубница и директор на земеделското училище в село Кочериново. От 1944 година Димитров е ръководител на Държавното опитно поле по тютюна в Рила. След като опитното поле се превръща в Опитна станция по тютюна, Димитров става директор, а по-късно и старши научен сътрудник. От това време нататък Димитров е директор и старши научен сътрудник в Опитната станция по тютюна до пенсионирането си в 1973 година. Прави прекъсване от тази служба от 1964 до 1965 година, когато е научен сътрудник в Комплексната опитна станция в Сандански.
Освен с научната си дейнонст и селекционерство, Димитров е известен и като изтъкнат общественик, за което е награждаван с правителствени отличия.

### Научна дейност
Димитър Димитров работи по селекцията на тютюна в Опитната станция, като създава сортовете Сабахатин (именуван на видния турски поет Сабахатин Али), Енидже 6 и Рила 9 – най-качественият от трите, отглеждан 13 години. Тези сортове са признати от Държавната сортова комисия (ДСК) и районирани в Кюстендилски и в северната част на Благоевградски окръг. За тези си успехи Димитров е удостоен с Димитровска награда. След 1952 година Димитров работи по създаването на имунни срещу болести сортове – в резултат се появява устойчивият на чернилка Рила 207, също признат от ДСК. В 1972 година ДСК одобрява сорта на Димитров Рила 1 – устойчив на мана, чернилка и мозейка, толерантен на див огън и тютюнев трипс. Комисията го районира по поречието на Струма в Кюстендилски и северната част на Благоевградски окръг. Сортът е най-добрият на Димитров и постига успехи на външния пазар. След това Димитров създава сорта Рила 544 – устойчив на мана, мозайка, чернилка и тютюнев трипс, с високо качество и висока добивност. В 1976 година той също е райониран в същия район по Струма. Оценен на външния пазар, сортът се разпространява и по други райони.
Освен като селекционер, Димитров постига успехи и в агротехниката и тютюневите технологии – торенето, поливането и кършенето и прибирането.
Освен с Димитровската, Димитров е удостояван и с редица други правителствени награди.